# Hans Teuglin
Hans Teuglin fou un compositor alemany dels segles XV i XVI. En les antologies de l'època s'hi troben lieder a 4 veus, d'aquest autor.